# Herbert Wildman
Herbert Wildman   (Marion, 6 de setembre de 1912 - Los Angeles, 13 d'octubre de 1989) va ser un waterpolista estatunidenc que va competir durant la dècada de 1920.
El 1932 va prendre part en els Jocs Olímpics de Los Angeles, on va guanyar la medalla de bronze en la competició de waterpolo. Quatre anys més tard, als Jocs de Berlín, quedà eliminat en la primera ronda en la mateixa competició.